# Krayon
Krayon es una banda de rock alternativo, procedente de Mérida, Yucatán México.

## Historia
Krayon comenzó en el año 2005 en la ciudad de Mérida Yucatán con Carlos Mondragón en el bajo y voz, Israel Méndez en la batería, Adrián Melo en la guitarra principal y Alejandro Lavalle en la segunda guitarra. Esta formación sólo duraría un año en el cual se grabaron los primeros sencillos que se distribuyeron por internet. 
En 2006 salió de la banda Alejandro Lavalle y entró Carlos Gómez como segunda guitarra y Manuel Garrido en los teclados, con la inclusión de los teclados la banda se graba el primer EP independiente de la banda llamado "Despierto" y gracias a esto participaron en el primer Rockampeonato Telcel 2006 siendo de las 50 bandas seleccionadas de entre más de tres mil de todo el país.
En el 2007 grabaron su primer disco de distribución independiente titulado "krayon" a través de las descargas en internet y envíos a todo el país lograron distribuir más de tres mil copias y sonar en la mayoría de las radios independientes de México. 
En 2009 regresan al estudio y graban el EP "7 meses después" como preparación para el disco a grabarse en 2010.
Durante los últimos años y tras haber sufrido cambios, salieron Adrián Melo, Israel Méndez y Carlos Gómez de la banda y entraron a ella Alejandro Ruiz, Rodolfo Rodríguez y Alejandro Marín a las guitarras, batería y coros. 
Krayon empezó a crecer en la escena local y a nivel nacional tras alternar con bandas de todo México como Thermo, Qbo, Chetes, Zoe, Los dynamite, Dildo, Finde, Tolidos, Bengala, Liquits, Austin TV, entre otras.

## Integrantes
- Carlos Mondragón ("Vaca") (voz y bajo).

- Rodolfo Rodríguez (batería).

- Manuel Garrido "Tere" (Teclado y coros).

- Alejandro Marín (guitarra y coros).

- Alejandro Ruiz (guitarra y coros).

## Ex - Integrantes
- Carlos Gómez  (guitarra).

- Adrián Melo  (guitarra).

- Israel Méndez  (batería).

## Discografía

### Despertó EP (2006)
1.- Estación
2.- Última Emoción 
3.- Paredes y ventanas 
4.- 2 a. m. 
5.- Cancelado 
6.- En mi reflejo

### Krayon (2007)
1.- Ni un segundo más 
2.- I
3.- Última Emoción 
4.- 32 días 
5.- Estación
6.- II
7.- Cancelado 
8.- Fantástico
9.- Te quiero igual que ayer 
10.- 2 a. m. 
11.- Nunca 

### 7 Meses después EP (2009)
1.- 911
2.- 2 tiempos 
3.- La 3 
4.- Tropic Thunder